# Elżbieta Gabryszak
Elżbieta Gabryszak (ur. 6 sierpnia 1998 w Tychach) – polska łyżwiarka figurowa, startująca w konkurencji solistek. Uczestniczka mistrzostw Europy, dwukrotna mistrzyni Polski (2017, 2018).

## Osiągnięcia
| Zawody                                | 11–12          | 12–13          | 13–14          | 14–15          | 15–16          | 16–17          | 17–18          | 18–19          | 19–20          | 20–21          | 21–22          |                |                |                |                |                |                |
| Międzynarodowe                        | Międzynarodowe | Międzynarodowe | Międzynarodowe | Międzynarodowe | Międzynarodowe | Międzynarodowe | Międzynarodowe | Międzynarodowe | Międzynarodowe | Międzynarodowe | Międzynarodowe | Międzynarodowe | Międzynarodowe | Międzynarodowe | Międzynarodowe | Międzynarodowe | Międzynarodowe |
| ------------------------------------- | -------------- | -------------- | -------------- | -------------- | -------------- | -------------- | -------------- | -------------- | -------------- | -------------- | -------------- | -------------- | -------------- | -------------- | -------------- | -------------- | -------------- |
| Mistrzostwa Europy                    |                |                |                |                |                |                | 34             | 25             |                |                |                |                |                |                |                |                |                |
| CS Nebelhorn Trophy                   |                |                |                |                |                |                | 24             |                |                |                |                |                |                |                |                |                |                |
| CS Memoriał Ondreja Nepeli            |                |                |                |                |                |                |                | 10             |                |                |                |                |                |                |                |                |                |
| CS Minsk-Arena Ice Star               |                |                |                |                |                |                |                |                | 18             |                |                |                |                |                |                |                |                |
| CS Warsaw Cup                         |                |                |                |                |                | 25             | 9              |                |                |                | 22             |                |                |                |                |                |                |
| CS Tallinn Trophy                     |                |                |                |                |                | 21             | 24             |                |                |                |                |                |                |                |                |                |                |
| Budapest Trophy                       |                |                |                |                |                |                |                |                |                |                | 16             |                |                |                |                |                |                |
| Crystal Skate of Romania              |                |                |                |                |                |                | 1              |                |                |                |                |                |                |                |                |                |                |
| Cup of Tyrol                          |                |                |                |                |                | 8              |                |                |                |                |                |                |                |                |                |                |                |
| Minsk-Arena Ice Star                  |                |                |                |                |                |                |                | 9              |                |                |                |                |                |                |                |                |                |
| Slovenia Open                         |                |                |                |                |                |                | 14             |                |                |                |                |                |                |                |                |                |                |
| Volvo Open Cup                        |                |                |                |                |                |                |                | 10             |                |                |                |                |                |                |                |                |                |
| Warsaw Cup                            |                |                |                |                |                |                |                | 3              |                |                |                |                |                |                |                |                |                |
| Zimowa uniwersjada                    |                |                |                |                |                |                |                | 12             |                |                |                |                |                |                |                |                |                |
| Międzynarodowe: Kategorie młodzieżowe |                |                |                |                |                |                |                |                |                |                |                |                |                |                |                |                |                |
| JGP w Polsce                          |                |                |                |                | 28             |                |                |                |                |                |                |                |                |                |                |                |                |
| Mini Europa                           |                | 4 J            | 2 J            |                |                |                |                |                |                |                |                |                |                |                |                |                |                |
| Warsaw Cup                            | 11 N           | 18 J           |                | 22 J           |                |                |                |                |                |                |                |                |                |                |                |                |                |
| Krajowe                               |                |                |                |                |                |                |                |                |                |                |                |                |                |                |                |                |                |
| Mistrzostwa Polski                    |                |                |                | 8              | 5              | 1              | 1              | 2              | 3              | 2              | 2              |                |                |                |                |                |                |
| Mistrzostwa Polski juniorów           | 4              | 4              | 10             | 2              | 1              |                |                |                |                |                |                |                |                |                |                |                |                |